# Pselaphodes daweishanus
Pselaphodes daweishanus – gatunek chrząszcza z rodziny kusakowatych i podrodziny marników. Występuje endemicznie w Chinach.
Gatunek ten opisali po raz pierwszy w 2018 roku Hunag Mengchi, Yin Ziwei i Li Lizhen na łamach Acta Entomologica Musei Nationalis Pragae. Jako miejsce typowe wskazano Rezerwat przyrody Daweishan w chińskiej prowincji Junnan, od którego to wzięto epitet gatunkowy. Holotyp zdeponowano w Zbiorze Owadów Shanghai Shifan Daxue.
Chrząszcz ten osiąga 3,1 mm długości i 1,23 mm szerokości ciała. Ubarwienie ma rudobrązowe. Głowa jest dłuższa niż szeroka. Oczy złożone buduje u samca około 35 omatidiów. Czułki buduje jedenaście członów, z których trzy ostatnie są powiększone, a u samca człony siódmy, dziewiąty, dziesiąty i jedenasty są ponadto zmodyfikowane. Przedplecze jest tak długie jak szerokie, o zaokrąglonych krawędziach przednio-bocznych. Pokrywy są szersze niż dłuższe. Zapiersie (metawentryt) u samców ma u wierzchołka szerokie wyrostki. Odnóża przedniej pary mają po długim i ostrym kolcu na brzusznej stronie krętarzy, po dużym kolcu na spodzie ud oraz po krótkim i wyraźnym wyrostku na szczycie goleni. Środkowa para odnóży ma po trzy małe kolce na spodzie krętarzy. Odwłok jest u nasady szeroki i z tyłu zwężony. Genitalia samca mają środkowy płat edeagusa asymetryczny, a endofallus zawierający dwa krótkie i jeden podłużny skleryt.
Owad ten jest endemitem Chin, znanym tylko z miejsca typowego w prowincji Junnan. Spotykany był na rzędnej 2124 m n.p.m.